# Parafia św. Macieja Apostoła w Kruszynie
Parafia Świętego Macieja Apostoła – rzymskokatolicka parafia w Kruszynie. Należy do Dekanatu Kłomnice w archidiecezji częstochowskiej. Została utworzona prawdopodobnie w XIV wieku. Parafię prowadzą księża diecezjalni.

## Historia parafii
Parafia istniała już w 1415 roku, ale prawdopodobnie jest starsza i jej początki sięgają połowy XIV wieku. Budowę obecnego kościoła rozpoczęto w 1661 roku. Anna Eufemia z Radziwiłłów Denhoffowa, wdowa po Stanisławie, staroście wieluńskim i radomszczańskim. Prezbiterium dokończył brat Stanisława – Aleksander Denhoff, opat jędrzejowski, nawę kościoła przed 1683 rokiem, Zygmunt Wiktor Denhoff, syn Stanisława i Anny, on też doprowadził do ukończenia świątyni w stanie surowym w 1691 roku. Kościół otrzymał sklepienie i został nakryty dachem w 1694 roku. Budowę kościoła zakończyła w 1696 roku wdowa po Zygmuncie Janina z Brzostowskich Denhoffowa, a konsekrował go w tymże samym 1696 roku Jerzy Denhoff biskup przemyski i kanclerz wielki koronny.

## Zasięg parafii
Parafia swym zasięgiem duszpasterskim obejmuje miejscowości:
- Adamów,
- Baby,
- Baby Kolonia,
- Bogusławice,
- Cegielnia,
- Jamno,
- Kijów,
- Kruszyna,
- Lgota Mała,
- Łęg,
- Nowy Broniszew,
- Osiny,
- Rusinów,
- Wikłów.

## Inne kościoły i kaplice
- kaplica Najświętszej Maryi Panny Nieustającej Pomocy w Lgocie Małej,
- kaplica Najświętszej Maryi Panny Częstochowskiej w Broniszewie.

## Duszpasterze
- ks. Bonawentura Metler (1925–1932)
- ks. Bolesław Kotnowski (1932–1943)
- ks. Franciszek Szuba (1943–1969)
- ks. Stanisław Bigaj (1969–1984)
- ks. Bogdan Rogowicz (1984–1997)
- ks. Stanisław Aleksander Świątek (1997–2010)
- ks. Dariusz Lucjan Con (od 2010)[3]